# Сан-Мануэл-ду-Парана
Сан-Мануэл-ду-Парана (порт. São Manoel do Paraná) — муниципалитет в Бразилии, входит в штат Парана. Составная часть мезорегиона Северо-запад штата Парана. Входит в экономико-статистический микрорегион Сианорти. Население составляет 1849 человек на 2006 год. Занимает площадь 95,382 км². Плотность населения — 19,4 чел./км².

## Статистика
- Валовой внутренний продукт на 2003 год составляет 26 498 083,00 реалов (данные: Бразильский институт географии и статистики).
- Валовой внутренний продукт на душу населения на 2003 год составляет 13 581,80 реалов (данные: Бразильский институт географии и статистики).
- Индекс развития человеческого потенциала на 2000 год составляет 0,750 (данные: Программа развития ООН).